# Defensor minor
Il Defensor minor è un trattato composto di Marsilio da Padova attorno al 1342; si colloca fra le opere minori di Marsilio, ma si distingue per la sua importanza. Si differenzia dal Defensor pacis per essere un'opera più propriamente teologica mentre l'altra è prevalentemente politica.
Lo studio condotto nel Defensor Minor riguarda la giurisdizione civile ed ecclesiastica, la confessione auricolare, la penitenza, le indulgenze, le crociate, i pellegrinaggi, la plenitudo potestatis, il potere legislativo, l'origine della sovranità, il matrimonio e il divorzio.

## La giurisdizione civile
Per quanto riguarda la giurisdizione, Marsilio distingue la legge in divina ed umana, la prima quale manifestazione indipendente da qualsiasi volontà umana e riguardante la condotta dell'uomo in vista della vita ultraterrena, la seconda quale determinazione della volontà del popolo, dotata di potere coattivo e non modificabile da nessun ecclesiastico.
Quanto detto vale anche per il Papa che nemmeno con i suoi decretali può derogare la legge, manifestazione della sovranità popolare. Identici sono i soggetti a cui le due leggi si riferiscono, ma diverso ne è l'oggetto ed il fine. L'una cerca il bene dell'anima mentre l'altra cura il bene terreno, con la conseguenza che è negato agli ecclesiastici il potere di fare leggi, anche in presenza di un persistente silenzio del legislatore umano. Lo stesso vale per gli emendamenti e le eventuali modifiche, compito questo di esclusiva pertinenza del popolo. L'unica cosa su cui è competente il clero è quella sorta di norme non giuridiche che riguardano la morale e che si risolvono in semplici consigli e che dei consigli hanno l'efficacia.

## Il clero
Il compito e la funzione principale del clero è insegnare i sacri testi e preparare le anime per la vita ultraterrena. La Chiesa ha ripetutamente affermato che per il peccatore non esiste altro sistema di redenzione dal peccato se non la confessione. Marsilio nello sforzo di avvicinare l'uomo a Dio, indipendentemente  da qualsiasi intermediario, afferma che la confessione si deve fare direttamente a Dio e che la salvezza deriva soltanto dal vero pentimento. Anticipa quello che sarà uno dei capisaldi del Protestantesimo. Dalle Sacre Scritture non si rileva la necessità di questo Sacramento che viene soltanto consigliato e non prescritto.  Soltanto il sincero pentimento al di fuori di qualsiasi confessionale dà quella pace nell'anima che è il preludio della salvezza eterna. Soltanto a Dio spetta assolvere dai peccati ed il sacerdote che eventualmente lo faccia lo fa soltanto nell'ambito della Chiesa. Sufficit soli Deo confiteri peccata ipsa, videlicet recognoscendo, et de ipsis poenitendo cum proposito talia alterius  non committendi. Queste parole si possono considerare come prodromi di quelli che saranno i principi della riforma luterana.
Sufficit sola contritio et vera poenitentia de commisso absque omni confessione facta vel fienda sacerdoti, ut immediate absolvatur per Deum. Marsilio non esclude in maniera assoluta la confessione, dice soltanto che è utile ma non indispensabile, quale sarebbe se fosse un precetto, conseguentemente viene anche negato il potere sacerdotale di infliggere penitenze.
Soltanto la contrizione libera dal peccato vale e non una qualsiasi penitenza di carattere materiale o spirituale quasi fosse un risarcimento del peccato. 
Quamvis in hoc saeculo nullam realem aut personalem satisfactionem exhibeat pro peccatis.

## Le indulgenze
Altre istituzioni contro cui si leva Marsilio sono le indulgenze di cui in quel periodo si faceva un uso, anzi un abuso a dir poco sconsiderato e scandaloso, specialmente per quanto riguarda le crociate ed i pellegrinaggi. È qui che si manifesta, in tutta la sua pienezza, la democraticità e la modernità del pensiero di Marsilio.
Egli ritiene, infatti, illecito il costringere i non cristiani ad abiurare la propria religione per accettarne un'altra, la nostra. Nega con ciò ogni valore ideale alle crociate che possono essere giustificate ed ammesse soltanto come imprese militari e non come mezzo di proselitismo. Lo stesso vale per i pellegrinaggi molto in uso in quei tempi; non ci si salva dal peccato facendo un viaggio più o meno piacevole ma soltanto col pentimento e la contrizione.
Marsilio è contro le indulgenze in modo assoluto specialmente per l'uso che se ne fa, quasi il corrispettivo spirituale di ogni sorta di nefandezza commessa contro i non cristiani e gli eretici.

## I voti
Altro problema dibattuto è quello dei Voti che definisce est promissio quaedam spontaniamente vel voce facta, de fiendo aliquo vel omittendo, sibi sufficienter cognito sive noto, propter finem aliquem obtinendum in praesenti saeculo vel venturo. Il promittente deve essere nell'età della ragione essendo, per la natura del voto quale promessa, vincolato al suo mantenimento. 
Il voto non potrà essere rimesso da nessuna autorità umana essendo una promessa fatta a Dio a cui solo spetta il potere di remissione.
Il voto è personale non potendo obbligare altri se non chi lo fa, non potrà obbligare il religioso anche se il voto è fatto soltanto dall'ordine ma non è stato incluso nella professione della regola.
Viene trattato l'argomento della scomunica e possiamo vedere ripetuti gli stessi concetti già esposti nel Defensor Pacis.

## La scomunica
La Scomunica per la sua particolare natura non è un provvedimento semplicemente ecclesiastico ma un provvedimento che ha anche conseguenze civili. La scomunica in fin dei conti rimane spiritualmente inefficace essendo imperscrutabile la coscienza umana, tuttavia crea attorno allo scomunicato un'aureola sinistra.
Non si può giustificare la scomunica quando allontana irreversibilmente il peccatore dai sacramenti ponendolo in pratica alla mercé del demonio hoc non esset opus pastorum in aedificationem animarum sed potius in destructionem. Marsilio è contro la scomunica e contro l'uso che se ne fa: nata come misura disciplinare spirituale è invece usata per fini politici, in mano a papi poco corretti è diventata un'arma politica.
Altro istituto condannato è l'interdetto che colpisce intere città o addirittura uno Stato. Nega la funzione morale dell'interdetto in quanto, molto spesso, il popolo che ne è colpito cade nella più completa indifferenza avendosi quindi effetti contrari da quelli auspicati.  Condanna a maggior ragione l'interdetto là dove se ne fa un uso politico.

## Laplenitudo potestatis
Già nel Defensor Pacis Marsilio negava la plenitudo potestatis ed anche nel Defensor Minor ne ripropone il tema.  In quest'ultima opera adduce un altro argomento contro la Plenitudo Potestatis, dice, infatti, che in Cristo vi sono due nature una umana ed una divina. Quale Dio creò il mondo, l'uomo ed, ancora, quale Dio non può avere alcun successore. Quale uomo nacque, soffrì corporalmente, morì e quale uomo ebbe successori: gli apostoli. La Plenitudo Potestatis è, perciò, un assurdo, implicando facoltà umane e divine  che nessun altro dopo di Lui ebbe.
Un altro punto della questione riguarda il Primato di Pietro e della Chiesa di Roma. Essendo questa la tradizione della Chiesa e non potendo la Chiesa sbagliare, il principio della Potestas è  considerato come vero e reale ma è il presupposto che è errato. La Chiesa non è infallibile in ogni campo ma soltanto per quanto riguarda la morale, il rito e certamente il Primato di Pietro e della Chiesa di Roma non è una questione né di morale né di rito.
Nella risoluzione del problema del Primato del Papa accenna a quello dell'Infallibilità della Chiesa.  L'infallibilità viene negata quando è intesa in senso generale ma è ammessa soltanto per le materie di fede e morale.
Tutta questa elaborazione testimonia quel risveglio spirituale che poi sfocerà nella riforma. Nos autem dicamus, quod ecclesia universalis fidelium christianorum aliquid dicere potest de his, quae sunt secundum sacram scripturam de necessitate salutis aeternae credenda, quemadmodum sunt articuli fidei et reliqua secundum scripturam praecepta similia sive per necessitatem ad ipsa sequentia, aut po-test universalis ecclesia dicere quaedam de  his, quae pertinent ad ritum ecclesiasticum decenter servandum, quae convenientia sunt et expediantia in hoc saeculo ad pacificum convictum  hominum et statutum tranquillum etiam disponentia ad futuri saeculi beatitudinem consequendam et poenam seu miseriam fugiendam. Soltanto Cristo è stato il vero capo della Chiesa né in questo senso può avere successori, se di Primato di Pietro si parla questo deve essere inteso come una qualità personale derivante dal consenso dei fedeli e non da Cristo.

## Il concilio ecumenico
L'autorità che viene negata al Papa è invece riconosciuta al Concilio Ecumenico, la cui convocazione spetta al legislator humanus. Ecco appare ancora una volta il concetto di legislator humanus: Supremus legislator humanus praesertim a tempore Christi usque in praesens tempus, et ante fortassis per aliqua tempora, fuit et est et esse debet universitas hominum, qui coactivis legis praeceptis subesse debent, aut ipsorurn valentior  pars, in singulis regionibus atque provinciis. È da ricordare sempre come il potere del popolo non è alienato definitivamente al princeps ma soltanto concesso, tanto che può essere revocato.
Del Concilio faranno parte sia gli ecclesiastici che i laici in rappresentanza della Comunitas Fidelium ed esso avrà il potere di trattare qualsiasi questione senza alcuna limitazione.
Il Concilio è sottoposto alla vigilanza del Legislator Humanus che provvederà, poi, a rendere esecutivo quanto dal Concilio statuito. Il Concilio può stabilire una certa predominanza  a favore di un vescovo ma questa superiorità avrà soltanto carattere amministrativo: Quem vero episcopus et qualem cuiusque provinciae sive diocesis ecclesiam sic caput aliarum instituere  magis conveniet, qualem primum assignantes, dicamus secundum veritatem eum, qui ceperis vita et sacra doctrina unctis praepollet, in quo tamen est bonae vitae potius attendendus excessus.

## Il divorzio
Nell'ultima parte del Defensor Minor si trova quel Tractatus de iurisdictione imperatoris in causis matrimonialibus che Marsilio compilò in occasione del Divorzio di Giovanni di Moravia e Margherita di Tirolo-Gorizia.
Attorno al 1341 le relazioni tra i coniugi Giovanni di Moravia e Margherita del Tirolo-Gorizia erano tanto insostenibili che la sposa preferì fuggire. Intervenne l'Imperatore, imparentato con la sposa, e progettò  il matrimonio tra la fuggitiva e Ludovico conte di Brandeburgo ma a ciò ostava il precedente matrimonio ed alcuni legami di sangue.